# To Live or Let Die
To Live or Let Die (frei übersetzt Leben oder sterben lassen) ist ein US-amerikanisch-kanadischer Dokumentar-Kurzfilm von Terry Sanders aus dem Jahr 1982. Der von Freida Lee Mock produzierte Film war für einen Oscar nominiert.

## Inhalt
Auf der Neugeborenen-Intensivstation des Kinderkrankenhauses in Los Angeles müssen immer wieder Entscheidungen über Leben und Tod getroffen werden. Die neuen Technologien werfen nicht nur ethische Dilemmata auf. Schwerkranke Neugeborene, die um ihr Leben kämpfen, stehen im Zentrum des Films.

## Produktion
Der von der American Film Foundation präsentierte und von Sanders + Mock Productions inszenierte Film wurde von Perennial Education vertrieben. 
Der Film wurde im Hauptprogramm der PBS-Serie In Matters of Life and Death vorgestellt.

## Kritik
Die American Film Foundation schrieb zur Nominierung des Films, To Live or Let Die sei ergreifend, emotional und informativ und erkunde die moralischen und ethischen Fragen bei der Betreuung schwerkranker Neugeborener.

## Auszeichnung
Academy Awards 1983: Oscarnominierung für Freida Lee Mock für und mit dem Film in der Kategorie „Bester Dokumentarkurzfilm“. Der Oscar ging an Edward Le Lorrain und Terre Nash und deren Film If You Love This Planet, der thematisiert, welche Folgen ein Atomkrieg vor allem für Kinder hätte.